# Нестеліївка (зупинний пункт)
Нестеліївка — пасажирський залізничний зупинний пункт Дніпровської дирекції Придніпровської залізниці на двоколійній електрифікованій постійним струмом лінії Лозова — Павлоград I між станціями Лозова (12,2 км) та Самійлівка (12,3 км). Розташований в однойменному селі Лозівського району Харківської області.

## Пасажирське сполучення
На зупинному пункті Нестеліївка зупиняються приміські електропоїзди у Лозівському та  Синельниківському напрямках.